# Karin Renate Ahmann
Karin Renate Ahmann (geboren 11. November 1943) ist eine deutsche Juristin und ehemalige Richterin am Bundesfinanzhof.

## Karriere
1971 trat sie in den Dienst des Bayerischen Staatsministeriums der Finanzen und war dann in der Bayerischen Staatskanzlei und am Finanzamt in München tätig. 1981 wurde sie dann Richterin am Finanzgericht München und wurde im November 1991 Richterin am Bundesfinanzhof. Bis Ende 1999 gehörte sie dort dem I. Senat an, der sich mit Körperschaftsteuer-, Umwandlungssteuer- und Außensteuerrecht befasst. Hiernach saß sie im XI. Senat, der für die ertragsteuerlichen Behandlung von Freiberuflern und Gewerbetreibenden zuständig war und seit Anfang 2008 zuständig ist für die Umsatzsteuer. Daneben war sie lange die Frauen- bzw. Gleichstellungsbeauftragte des Bundesfinanzhofes. Ende November 2008 trat sie in den Ruhestand.